# Boson gauge

Modelul standard al particulelor elementare, cu bosonii gauge din a patra coloană evidențiați cu roșu

În fizica particulelor elementare, un boson gauge este o particulă elementară bosonică ce acționează ca purtător de forță pentru fermionii elementari. Particulele elementare ale căror interacțiuni sunt descrise de o teorie gauge interacționează între ele prin schimbul de bosoni gauge, de obicei sub formă de particule virtuale.
Fotonii, bosonii W și Z și gluonii sunt bosoni gauge. Toți bosonii gauge cunoscuți au spinul 1; pentru comparație, bosonul Higgs are spinul 0, iar gravitonul ipotetic are spinul 2. Prin urmare, toți bosonii gauge cunoscuți sunt bosoni vectoriali.
Bosonii gauge sunt diferiți de celelalte tipuri de bosoni: în primul rând, bosonii scalari fundamentali; în al doilea rând, mezonii, care sunt bosoni compuși, formați din quarcuri; în al treilea rând, bosonii compoziți mai mari, care nu poartă forță, cum ar fi anumiți atomi.

## Bosoni gauge în modelul standard
Modelul standard al fizicii particulelor recunoaște patru tipuri de bosoni gauge: fotonii, care mediază interacțiunea electromagnetică; bosonii W și Z, care mediază interacțiunea slabă; și gluonii, care mediază interacțiunea tare.
Gluonii nu pot exista izolați deoarece sunt încărcați cu o proprietate numită culoare și sunt supuși confinării culorii.

### Multiplicitatea bosonilor gauge
Într-o teorie gauge cuantificată, bosonii gauge sunt cuante ale câmpurilor gauge. Ca urmare, există tot atâția bosoni gauge câți generatori are câmpul gauge. În electrodinamica cuantică, grupul gauge este U(1); în acest caz simplu, există un singur boson gauge, fotonul. În cromodinamica cuantică, grupul mai complex SU(3)⁠(d) are opt generatori, corespunzători celor opt gluoni. Cei trei bosoni W și Z corespund (aproximativ) celor trei generatori ai lui SU(2)⁠(d) în teoria interacțiunilor electroslabe.

### Bosoni gauge masivi
Invarianța gauge impune ca bosonii gauge să fie descriși matematic prin ecuații de câmp pentru particule fără masă. Altfel, termenii de masă adaugă termeni suplimentari nenuli la Lagrangian în cadrul transformărilor gauge, încălcând astfel simetria gauge. Prin urmare, la un nivel teoretic naiv, toți bosonii gauge ar trebui să fie fără masă, iar forțele pe care le descriu ar trebui să aibă o rază lungă de acțiune. Conflictul dintre această idee și dovezile experimentale care arată că interacțiunile slabe și tari au o rază foarte scurtă de acțiune necesită o abordare teoretică suplimentară.
Conform modelului standard, bosonii W și Z își dobândesc masa prin intermediul mecanismului Higgs. În acest mecanism, cei patru bosoni gauge (ai simetriei SU(2)×U(1)) ai interacțiunii electroslabe unificate se cuplează cu un câmp Higgs. Acest câmp suferă o rupere spontană a simetriei datorită formei potențialului său de interacțiune. Ca rezultat, universul este străbătut de o valoare nenulă a valorii medii în vid (VEV) a câmpului Higgs. Această VEV se cuplează cu trei dintre bosonii gauge electroslabi (W+, W− și Z), conferindu-le masă; bosonul gauge rămas rămâne fără masă (fotonul). Această teorie prezice, de asemenea, existența unui boson Higgs scalar, care a fost observat în experimentele de la LHC.

## Dincolo de modelul standard

### Teorii ale marii unificări
Modelul Georgi–Glashow prezice existența unor bosoni gauge suplimentari, numiți bosoni X și Y⁠(d). Acești bosoni ipotetici ar media interacțiuni între quarcuri și leptoni, încălcând astfel legea conservării numărului barionic și provocând dezintegrarea protonului. Din cauza ruperii simetriei, acești bosoni ar fi chiar mai masivi decât bosonii W și Z. Analiza datelor colectate de la detectorul de neutrini Super-Kamiokande⁠(d) nu a identificat nicio dovadă a existenței bosonilor X și Y. 

### Gravitoni
A patra interacțiune fundamentală, gravitația, ar putea fi mediată de un boson numit graviton. Din cauza lipsei dovezilor experimentale și a unei teorii coerente din punct de vedere matematic pentru gravitația cuantică, nu se știe încă dacă acesta ar fi un boson gauge sau nu. În relativitatea generală, rolul invarianței gauge este jucat de o simetrie similară: invarianța difeomorfismului.

### Bosonii W′ și Z′
Bosonii W' și Z' se referă la noi bosoni gauge ipotetici (denumiți astfel prin analogie cu bosonii W și Z din modeulul standard).